# Mirco Schultis
Mirco Schultis, né le 21 février 1965 à Fribourg-en-Brisgau est un pilote automobile allemand. Il remporte le titre Formule Le Mans en 2011. L'année suivante, il participe au championnat du monde d’endurance FIA, ainsi qu'aux 24 Heures du Mans.

## Biographie
En avril 2011, il est annoncé dans le baquet de la Courage LC75 de Pegaus Racing pour la saison 2011 des Le Mans Series,.
Finalement, l’écurie s’engage dans la catégorie Formule le Mans et remporte la première course de la saison : les 6 Heures du Castellet.
À la fin de la saison, Mirco remporte le titre de Formule le Mans,.
Début mars 2012, il est annoncé chez Lotus aux 12 Heures de Sebring.
En septembre 2012, il est annoncé dans le baquet de l'une des deux Lola B12/80 de l’écurie Lotus en vue d'une participation aux 6 Heures de São Paulo 2012.
En 2013, il participa à certaines manches de l'American Le mans Series. Il est titularisé pour la course ayant lieu à Laguna Seca dans l'Oreca FLM09 de DragonSpeed.